# 浒坑镇
浒坑镇是江西省安福县下辖的一个镇，江西省重要的黑钨产地，位于安福县西北部、武功山脚下，距县城45公里。全镇总面积82.8平方公里，全镇户籍人口为13895人（含矿区人口），其中非农业人口达12257人，镇区常住人口约1.5万人。
浒坑镇是一个因矿而兴的城镇，其主体为国有企业浒坑钨矿（隶属于江西稀有稀土金属钨业集团有限公司）。20世纪40年代在此发现矿床，1953年建立了国有浒坑钨矿，以此为基础，于1956年始置浒坑镇。1958年改为浒坑人民公社，1981年恢复为浒坑镇。

## 行政区划
浒坑镇下辖现辖1个居委会，3个行政村，共有45个自然村：
浒坑镇社区、张家坊社区、芭蕉冲社区、半山排社区、杨家店社区、瓦楼村、垅上村和万源村。